# Ромуальд Міллер
Ромуальд Міллер (Romuald Miller, 9 січня 1882, Лодзь — 29 липня 1945, Отвоцьк) — польський архітектор. Відомий також як публіцист і політик. 

## Біографія
Народився 9 січня 1882 в Лодзі в сім'ї Ромуальда Міллера, залізничника і Флорентини з Матисків. Мав брата Станіслава. Закінчив місцеву Вищу ремісничу школу. Навчався в Петербурзькому Інституті цивільних інженерів. Був активістом лівого спрямування. Навчання переривав через арешти, але 1908 року все ж завершив із золотою медаллю. Здобув кваліфікацію інженера-архітектора. Від 1907 року був повітовим інженером у Пйотркові. Переїхав до Лодзі, де 1909 року працював на посаді молодшого міського архітектора. Того ж року отримав дозвіл на приватну практику і відкрив власне бюро на вулиці Зеленій, 14.
1918 року переїхав до Варшави, де працював в архітектурній секції Варшавської залізничної дирекції. Був одним із двох заступників голови відділу — Броніслава Рогойського (другий заступник Юзеф Волкановський, співробітники Емілія Гіжова і Владислав Квапішевський). Після смерті Рогойського в березні 1921 року очолив секцію.
Член Польської соціалістичної партії ще з часів навчання в Петербурзі. 1902 року увійшов до складу щойно створеної Білоруської революційної партії. Член редакції часопису «Architektura i Budownictwo», де опублікував низку статей. Делегований редакцією на Перший польський з'їзд будівельних інженерів у Варшаві 4—5 травня 1934 року.
Член журі конкурсу проектів виставкового павільйону Інституту пропаганди мистецтва у Варшаві (1931), на розпланування дільниці Лодзь-Фабрична у Лодзі (1932), другого конкурсу Банку господарства крайового на проекти малих типових житлових будинків (1933), проектів будинку управління митниці у Гдині (1934).
Помер 29 липня 1945 в Отвоцьку. Похований на Алеї заслужених Повонзківського цвинтаря у Варшаві. Президіум Крайової народної ради за поданням Демократичної партії 11 липня 1946 року відзначив Ромуальда Міллера посмертно Хрестом Грюнвальда II ступеня за конспіративну діяльність під час окупації.

## Роботи
- Залізничний вокзал у Гдині у формах польського Ренесансу. Пізніше перебудований.[2]
- Дім Товариства залізничників з театром «Атенеум» у Варшаві. Інтер'єри виконані спільно з Войцехом Ястшембовським.[12]
- Проект костелу в Лодзі для потреб Лодзької ниткової мануфактури. Не був реалізований через початок Першої світової війни. Пізніше прийнято інший проект авторства Юзефа Кабана.[13]
- Офіцерське казино у Рембертові. 1923 рік. Співавтор Казімеж Мешкіс. Переобладнання стрихів на житлові приміщення і добудову лекційної зали зроблено за проектом Бруно Зборовського  1930 року.[14]
- Споруда державної фабрики з виробництва телефонних апаратів та телеграфів у Варшаві (бл. 1931).[15]
- Дитячий шпиталь на вулиці Литовській у Варшаві (1933—1934).[2]
- «Дім залізничників» у Львові на нинішній вулиці Федьковича, 54/56. Споруджував у 1929–1937 роках Генрик Заремба[16].
- Інтер'єр виставкового павільйону на EXPO'37.[17]

Статті
- Miller R. Dom Związku Zawodowego Pracowników Kolejowych Rzeczypospolitej Polskiej // Architektura i Budownictwo. — 1928. — № 6.
- Miller R. W walce o program // Architektura i Budownictwo. — 1932. — № 7.
- Miller R. Przybylski Cz. Na marginesie projektów przyszłego statutu ogólnopolskiej organizacji architektonicznej. — 1932. — № 11.
- Miller R. Referat o stronie konstrukcyjnej domków jednorodzinnych na wystawie «Tani dom własny» w Warszawie // Architektura i Budownictwo. — 1933. — № 2.
- Miller R. Do źródeł plastyki i architektury // Architektura i Budownictwo. — 1933. — № 3.
- Miller R. Narodziny nowego snoba // Architektura i Budownictwo. — 1933. — № 6.
- Miller R. [2-gi konkurs architektoniczny B.G.K. ] // Architektura i Budownictwo. — 1934. — № 2.
- Miller R. Izby // Architektura i Budownictwo. — 1934. — № 4.
- Miller R. Sprawa Placu Marszałka Józefa Piłsudskiego w Warszawie // Architektura i Budownictwo. — 1934. — № 7.
- Miller R. «Patria» — pensjonat Kiepury w Krynicy projektu arch. B. Pniewskiego // Architektura i Budownictwo. — 1935. — № 1.